# جيريمي ريد
جيريمي ريد (بالإنجليزية: Jeremy Reed)‏‏ (1951 - ) شاعر، وروائي، وكاتب سير، وناقد أدبي من المملكة المتحدة.